# 道の駅瀬女
道の駅瀬女（みちのえき せな）は、石川県白山市瀬戸にある国道360号の道の駅である。

## 施設
- 駐車場
  - 普通車：20台[4]
  - 大型車：4台[4]
  - 身障者用：2台[4]
- トイレ（いずれも24時間利用可能）
  - 男：大 2器、小 4器
  - 女：6器
  - 身障者用：1器
- 特産品販売所（9:00 - 17:30、12月から3月は9:00 - 17:00）[4]
  - 山のパン屋さん 瀬女（ベーカリー、同上）[5]
- ドッグラン（冬季は休業）[7]

### 管理
- 設置者：白山市
- 指定管理者：白山市地域振興公社[8]

## 休館日
- 毎週水曜日（3月下旬 - 11月中旬は無休）[4][5]
- 年末年始（12月30日 - 1月3日）[4]

## アクセス
- 国道360号 - 登録路線
  - 石川県道302号手取川自転車道線（手取キャニオンロード）[9][10]
- 北鉄白山バス・白山市コミュニティバス「めぐーる」瀬女バス停下車。

## 周辺
- 手取川・手取川ダム
- 金沢工業大学・国際高等専門学校白山麓キャンパス（旧かんぽの郷白山尾口）[6]